# Taverna di Raleigh
La Raleigh Tavern (in italiano taverna di Raleigh) era una taverna di Williamsburg, in Virginia, una delle più grandi della colonia della Virginia, negli Stati Uniti. Raggiunse una certa notorietà nella colonia prima della Rivoluzione americana come luogo di ritrovo per i delegati e legislatori, in seguito allo scioglimento ufficiale della House of Burgesses. Fu anche il luogo di fondazione della Phi Beta Kappa Society il 5 dicembre 1776.
Ricostruita tra il 1930 e il 1931, fu sia il primo edificio ad essere ricostruito sia il primo ad essere aperto nel museo all'aperto conosciuto come Colonial Williamsburg. A differenza di altre taverne di Williamsburg che hanno funzione di ristorante o locande, l'edificio ricostruito della Raleigh Tavern funge da museo, mostrando ai visitatori come doveva apparire la taverna all'epoca.
Prende il nome da Sir Walter Raleigh, una figura importante nella colonizzazione inglese della Virginia. Un busto di piombo di Raleigh si trovava sopra la porta d'ingresso.